# Гущин, Николай Иванович
Николай Иванович Гущин (18 января 1932, Сельниково, Московская область — 15 июля 2010, Коломна, Московская область) — российский конструктор вооружений, учёный. В 1989—2002 гг. — начальник и главный конструктор КБ машиностроения.

## Биография
Окончил Коломенский паровозостроительный техникум (1952) и Рязанский радиотехнический институт (1957).
В 1950—1953 — техник-технолог омского завода № 174 им. Ворошилова Министерства транспортного машиностроения СССР.
С 1957 по 2010 работал в Конструкторском Бюро машиностроения Коломны (с 1993 ОАО "НПК «КБМ») на таких должностях как: инженер, старший инженер, руководитель группы, заместитель начальника лаборатории моделирования, начальник отдела, начальник КБ, начальник отделения, начальник отделения — заместитель главного конструктора, первый заместитель главного конструктора — заместитель начальника, начальник и главный конструктор (1989—2002), заместитель главного конструктора, советник генерального конструктора.
Участник научно-теоретических исследований, разработки, испытаний и принятия на вооружение противотанковых ракетных комплексов «Скорпион», «Малютка», «Малютка-П», «Рубин», «Штурм», переносных ракетных комплексов «Стрела-2», «Стрела-2М», «Стрела-3», межконтинентальной твердотопливной ракеты «Гном». Был ведущим конструктором по разработке аппаратуры управления тактического ракетного комплекса «Точка» и оперативно-тактического ракетного комплекса «Искандер-М».
На посту главного конструктора КБМ руководил работами по созданию и освоению серийного производства переносных зенитных, противотанковых, тактических и оперативно-тактических ракетных комплексов.
Доктор технических наук, академик РАРАН, РАЕН, профессор. Автор более 200 научных трудов, в том числе монографий.

## Награды и звания
Лауреат Государственных премий СССР (1984) и РФ (2003). Заслуженный конструктор РФ (1998).
Награждён орденами Ленина (1979), «Знак Почёта» (1971), «За заслуги перед Отечеством» IV степени (2008), медалью «За доблестный труд. В ознаменование 100-летия со дня рождения Владимира Ильича Ленина» (1970).